# Busty Heart
Busty Heart (nacida Susan Sykes, el 9 de mayo de 1961 en Boston, Massachusetts, EE. UU) es una modelo de pecho grande y estríper. Regenta su propio club de estriptis, el Busty Heart's Place, en Turtlepoint, Pensilvania.
Una de sus apariciones más famosas en televisión fue en el programa The Man Show de Comedy Central, donde Busty demostró su talento para aplastar latas de cerveza golpeándolas con sus pechos.
Busty Heart ha aparecido en numerosos shows de televisión, entre los que se incluyen el de Fox TV That's Just Wrong, The WB's presentado por Steve Harvey, Steve Harvey's Big Time Challenge Final de temporada; Private Parts en Endemol TV; en Bravo TV Outrageous and Contagious Viral Videos, en Fuji TV Tokyo Japan "2006 Bakademy Awards", Talk Soup de E!, y en 2007 Manswers Spike TV. E! llamó el clip de Busty Heart el decimocuarto mejor vídeo de 2005.
El 1 de julio de 2008 ella demostró sus "talentos" en la tercera temporada de estación America's Got Talent, y recibió la negativa unánime por parte del jurado.

## Primeros años y educación
Susan Sykes es la hija de un ejecutivo de IBM y una maestra de escuela.
Sykes trabajó como asistente en una empresa de inversión y asistente de abogado en un bufete grande antes de iniciar su carrera en el negocio del entretenimiento.
Sykes estudió en la Escuela Hall Dana en Wellesley, Massachusetts. Se graduó de Pine Manor College en Brookline, Massachusetts en 1979.
Busty obtuvo su apodo en la escuela secundaria, pues ya por aquel entonces poseía unos pechos naturales de gran tamaño.

## Salto a la fama
Nacida en Boston, Busty se hizo famosa por ser una gran fan de los Boston Celtics, y fue la mascota no oficial del equipo durante el play-off de la NBA contra Los Angeles Lakers.
Su primer salto a la fama fue como espectadora en un juego de los Celtics de Boston en 1986, cuando Busty sacudió sus enormes pechos ante la cámara, las cámaras de la CBS captaron la escena, llamando la atención del locutor Brent Musberger.
Busty quien anteriormente había sido consciente de sus grandes pechos y había evitado las apariciones públicas a causa de ellos, pronto "apostó 15 segundos de fama en una carrera de 30 años" y se convirtió en un habitual en los juegos de los Celtics.
Los Celtics ganaron las finales de la NBA de 1986 y Busty apareció en las Finales de la NBA 1987.